# Герб Замостя
Герб Замостя — один із символів міста Замостя на правах повіту і адміністративний центр Замойського повіту в Люблінському воєводстві, Польща.

## Символи
Герб Замостя з моменту заснування фортеці містить фігуру святого апостола Фоми. Його образ кілька разів змінювався. В даний час фон герба червоний. Святий Фома з золотим німбом, у правиці тримає золотий спис, спершись на землю, срібним вістрям вгору, а в лівиці — червону книгу. Апостол одягнений у білу сорочку, довгу синю накидку та білі сандалі. Внизу його шат — щит, трохи нахилений до геральдичного права з гербом Єліти — родинного знаку засновника Замостя Яна Замойського.